# Exaeretodon
Exaeretodon is een geslacht van uitgestorven plantenetende cynodonten dat behoorde tot de familie Traversodontidae. Dit geslacht leefde tijdens het Laat-Trias (circa 220 miljoen jaar geleden) in de zuidelijke delen van Pangea. Dit geslacht was een tot 1,8 meter lange herbivoor, met een gespecialiseerde malende beweging tijdens het eten.

## Voorkomen
Het geslacht Exaeretodon omvat zes soorten: E. argentinus, E. frenguellii, E. major, E. riograndensis, E. statisticae en E. vincei. Van de zes soorten zijn er vijf gevonden in Zuid-Amerika in de Formação Santa María van de Braziliaanse deelstaat Rio Grande do Sul en/of in de Formación Ischigualasto van de Argentijnse provincie San Juan. Alleen E. statisticae is gevonden in India.

## Taxonomie
Bij de eerste naamgeving van de soort noemde de Argentijnse paleontoloog José Bonaparte verschillende kenmerken die de soort onderscheiden van alle andere traversodontiden. De tandrijen van de bovenkaak staan bij Ischignathus sudamericanus meer parallel aan elkaar dan bij Exaeretodon en ze staan ook dichter bij de binnenkant van de mond. Er zijn ook meer postcanine tanden gericht naar het midden van de subtemporale fenestrae (twee gaten in de bodem van de schedel) en de opgaande tandhalzen (uitsteeksels van de onderkaak die doorlopen tot aan de schedel). De opgaande tandhalzen zijn ook breder en langer bij het exemplaar van Ischignathus sudamericanus. De oogkas is langer dan die van Exaeretodon, net als de palatine botten.
Ondanks de verschillen werd in een onderzoek uit 2007 vastgesteld dat de schedel van Ischignathus sudamericanus dezelfde soort vertegenwoordigt als Exaeretodon argentinus. Met behulp van allometrie vond paleontoloog Jun Liu dat Ischignathus sudamericanus het grootste bekende voorbeeld is van een groeireeks bij Exaeretodon argentinus. Daarom wordt Ischignathus nu beschouwd als een jonger synoniem van Exaeretodon. Naarmate het dier groeide, veranderden de botproporties. Deze verschillende verhoudingen werden aanvankelijk gezien als soortonderscheidende kenmerken, maar worden nu beschouwd als natuurlijke ontogene verandering.